# HD 75081
HD 75081，又名CD-40 4602，SAO 220432、HR 3488，是一颗恒星，视星等为6.21，位于銀經261.58，銀緯1.29，其B1900.0坐标为赤經8h 42m 43.9s，赤緯-40° 1.29′ 33″。